# Braingain
Als Braingain (Schreibweise im Deutschen auch Brain-Gain, englisch brain gain, wörtlich Gehirn-Gewinn im Sinne von erwirtschafteten Gewinnen durch die Zuwanderung zu der Intelligenz eines Volkes) oder Talentzuwanderung bezeichnet man – im Gegensatz zur Talentabwanderung (Braindrain) – die volkswirtschaftlichen Gewinne, die einem Land durch die Immigration besonders ausgebildeter oder talentierter Menschen entstehen. Dies betrifft vor allem ausgebildete Facharbeiter, Akademiker und Führungskräfte.

## Entwicklung der Theorie
Zunächst ist der Gewinn für das Ankunftsland trivial: Ein Zuwachs an Personen kompensiert langfristig demografische Entwicklungen im Ankunftsland.
In der Gesellschaft, in der Politik und in der Medien wird häufig unterschätzt und in der Theorie nicht hinreichend untersucht, welche Zeitdauer und welcher Aufwand erforderlich ist, diese Gewinne zu realisieren. Das ist aus der nationalen Bildungspolitik bekannt.
Während in der Migrationsforschung wie in der Politik lange Zeit der Ansatz des Braindrains dominiert hat, setzt sich nun verstärkt die Ansicht durch, dass im Herkunftsland dem einseitigen Verlust von Bildungsinvestitionen und Humankapital auch langfristig ein reziproker Gewinn gegenübersteht. Braingain stellt gegenüber dem bekannteren Syndrom des Braindrains für das Herkunftsland einen gesamtgesellschaftlichen Wohlfahrtsgewinn durch Migrationsbewegungen dar. Ob dieser Gewinn jedoch den Verlust des Braindrains ausgleichen oder gar übersteigen kann, hängt vom Einzelfall ab.

## Wohlfahrtsgewinne durch Migration
- Braingain durch demografischen Zuwachs

Das Ankunftsland profitiert durch den Zuwachs an Leistungspotential aus Köpfen und mit Händen.
- Braingain durch Rücktransfers

Das Herkunftsland kann durch stetige Rücküberweisungen der Migranten langfristig von Migrationsbewegungen profitieren. Oftmals werden Familienangehörige finanziell durch die Migranten unterstützt. Des Weiteren kehren viele Migranten in ihr Ursprungsland zurück und tätigen dort Investitionen.
- Braingain durch Ausbildung

Durch temporäre Auslandsaufenthalte kann die Qualifikation der Arbeitnehmer verbessert und erweitert werden. Von diesem Wissen kann die nationale Volkswirtschaft des Herkunftslandes bei einer Rückkehr profitieren. Vor allem im Bereich der Forschung kann dieser Faktor entscheidend zur internationalen Konkurrenzfähigkeit eines Landes beitragen.
- Braingain durch wirtschaftliche Kontakte

Migrationsnetzwerke ermöglichen es nationalen Wirtschaftsakteuren im Herkunftsland wie im Ankunftsland, international Verbindungen zu knüpfen und sich dabei auf dieses Netzwerk von ehemaligen Staatsangehörigen zu stützen. Dies kann den internationalen Handel sowie Expansionsvorhaben von Unternehmen ungemein erleichtern und beschleunigen. Sowohl das Export- als auch das Importvolumen werden dadurch angeregt. Des Weiteren werden die Investitionsbewegungen angeregt.

## Braingain als nationale Strategie
Die Mechanismen des Braingains können von einzelnen Staaten als Methode angewandt werden, um ihre Wirtschaft gezielt mit Investitionen aus dem Ausland zu versorgen. Beispielsweise bilden die Philippinen, Indien und Kuba medizinisches Fachpersonal weit über ihrem Eigenbedarfswert aus, um diese Fachkräfte dann in wohlhabendere Staaten zu „exportieren“. Angesichts des großen Mangels an medizinischem Fachpersonal innerhalb der OECD-Staaten scheint dies eine erfolgreiche Strategie zu sein und hat zu großen Migrationsbewegungen aus weniger entwickelten Staaten geführt.